# Апрелев, Павел Павлович
Павел Павлович Апрелев  (1865—1934) — русский генерал-майор, участник Первой мировой и Гражданской войны в составе Белого движения.

## Биография

### Происхождение
Происходил из дворян Новгородской губернии Апрелевых. Родился 8 (20) июня 1865 года в семье статского советника Павла Васильевича Апрелева (1839—1881); внук генерал-майора Василия Петровича Апрелева.
Получил образование в 1-й Санкт-Петербургской военной гимназии (1881).

### Карьера
Вступил в военную службу 1 октября 1881 года. В 1883 году окончил Николаевское кавалерийское училище по 1-му разряду. Выпущен корнетом (ст. 12.08.1883) в лейб-гвардии Уланский ЕИВ полк; поручик (ст. 12.08.1887). Окончил в 1891 году по 2-му разряду Александровскую военно-юридическую академию; шабс-ротмистр (ст. 21.04.1891), ротмистр (ст. 02.04.1895), полковник (ст. 14.04.1902). В течение 3лет и 9 месяцев был командиром отд. кадрового № 3 гвардейского кавалерийского запаса. Затем — командир 7-го запасного кавалерийского полка (26.10.1907 — 24.01.1914).
Генерал-майор (пр. 1913; ст. 14.04.1913; за отличие). С 26.01.1914 — начальник 1-й бригады кавалерийского запаса.

### Участие в Белом движении
Участник Белого движения в составе ВСЮР. В начале 1920 года был председателем 3-й ремонтной кавалерийской комиссии (до 21.05.1920).
В эмиграции — во Франции, где возглавлял группу Союза офицеров участников войны. Стал создателем и руководителем офицерского союза в Ницце, был делегатом Российского Зарубежного съезда 1926 года от Парижа и его окрестностей, а также возглавлял в Ницце группу Союза русских офицеров участников войны. В 1931 году входил в Комитет по проведению русской ярмарки в Каннах.
Умер 28 ноября  1934 года[по какому календарю?] в Ницце, похоронен на кладбище Кокад (№ 609).

## Награды
- Орден Св. Станислава 3-й ст. (1902);
- Орден Св. Анны 3-й ст. (1906);
- Орден Св. Владимира 3-й ст. (ВП 13.05.1914; с 1913);
- Орден Св. Станислава 1-й ст. (1916)[5].

## Семья
Жена — София Карловна (урожденная Зееман), дочь — Мария (1895), сын — Владимир (1896).
Сын Апрелев Владимир Павлович (1896 — 14 февраля 1983, Ницца, похоронен на кладбище Кокад). Капитан лейб-гвардии Конной артиллерии. Сын П. П. Апрелева, брат М. П. Генрихсен. Окончил Пажеский корпус. В эмиграции жил во Франции, в Ницце. Член Союза пажей, член Объединения лейб-гвардии конной артиллерии. Участвовал в работе местного отдела Союза галлиполийцев. В 1959 участвовал в церемонии выноса знамени на торжественной панихиде в Св.-Николаевском соборе в Ницце по случаю годовщины со дня гибели Царской семьи.